# Mesophadnus victoriae
Mesophadnus victoriae là một loài tò vò trong họ Ichneumonidae.